# Russische Badmintonföderationsmeisterschaft 2018
Die Russische Badmintonföderationsmeisterschaft 2018 wurde vom 7. bis zum 9. Oktober 2018 im Sportpalast Borisoglebsky in Ramenskoje ausgetragen. Sieger wurde das Team aus der Region Primorje.

## Endstand
- 1.	Region Primorje
- 2.	Oblast Moskau
- 3.	Tatarstan
- 3.	Baschkortostan
- 5.	Moskau
- 6.	Region Perm
- 7.	Oblast Nischni Nowgorod
- 8.	Oblast Saratow
- 9.	Oblast Tscheljabinsk
- 10.	Oblast Samara
- 11.	Region Krasnodar